# Podole (Sainte-Croix)
Pour les articles homonymes, voir Podole.
Podole est une localité polonaise de la gmina et du powiat d'Opatów en voïvodie de Sainte-Croix.